# Mullsjö (đô thị)
Mullsjö Municipality (Mullsjö kommun) là một đô thị ở hạt Jönköping, phía nam Thụy Điển. Thủ phủ là thị xã Mullsjö.
Đô thị này đã được lập năm 1952 thông qua việc hợp nhất 4 đơn vị cũ. Năm 1998, đơn vị này đã được chuyển từ hạt Skaraborg bị giải thể sang hạt Jönköping.

## Các đơn vị dân cư trực thuộc
Có 2 khu vực đô thị (cũng gọi là Tätort hay đơn vị địa phương) tại đô thị Mullsjö Municipality.
Bảng dưới đây liệt kê các đơn vị trực thuộc của đô thị này theo quy mô dân số thời điểm 31 tháng 12 năm 2005. Thủ phủ được bôi đậm.
| # | Địa phương | Dân số |
| - | ---------- | ------ |
| 1 | Mullsjö    | 5,508  |
| 2 | Sandhem    | 706    |